# Aengus
Nella mitologia irlandese Aengus (o Áengus, Óengus, Aonghus) detto Aengus Óg ("Aengus il Giovane"), Mac ind Óg ("figlio del giovane"), Maccan o Mac Óg ("figlio giovane") è un membro dei Túatha Dé Danann. Probabilmente rappresenta un dio della giovinezza, dell'ispirazione poetica e dell'amore. Suo padre era il Dagda e sua madre Boann. Viveva a Newgrange presso il fiume Boyne.
Si dice che avesse quattro uccellini che volavano sulla sua testa come simboli dei baci (da cui si crede derivi il simbolo xxxx alla chiusura delle lettere d'amore). 

## Mito
Il Dagda ebbe una relazione con Boann, moglie di Nechtan. Per nascondere il loro amore, il Dagda fermò il sole per nove mesi al termine dei quali nacque Aengus, concepito, portato in gestazione e nato in un giorno. Midir fu suo padre adottivo.
Una volta cresciuto Aengus s'impossessò della casa del Dagda, il Brú na Bóinne ("Palazzo sul Boyne"), un'area presso la Valle dei Boyne che contiene le tombe a passaggio di Newgrange, Knowth e Dowth. Aengus era arrivato dopo che il Dagda aveva diviso la sua terra tra i suoi figli e non rimaneva niente per Aengus. Così Aengus chiese al padre se poteva vivere a Brú na Bóinne per un giorno e una notte. Il Dagda accettò. Ma l'irlandese non ha articoli indefiniti, perciò dire «un giorno e una notte» equivale a dire «giorno e notte». Così Aengus prese possesso permanentemente del Brú. In un'altra versione contenuta ne Il Corteggiamento di Étaín, Midir è il padre adottivo di Aengus, mentre Elcmar è il marito di Boann tradito col Dagda.
Secondo i Racconti delle morti dei Tuatha Dé Danann Aengus uccise il suo patrigno Elcmar per aver ucciso Midir.
Aengus uccise anche Lamfada, il poeta di Lugh, per aver mentito su suo fratello Ogma an Cermait. Lamfada sosteneva che Ogma aveva una relazione con una delle mogli di Lugh. Aengus uccise il poeta davanti a Midir.
Ne Il Corteggiamento di Étaín Aengus fu in grado di togliere parzialmente l'incantesimo di Fuanmach contro Etain, la dea dei cavalli che aveva vinto per suo padre Midir. Per gelosia Fuamnach aveva trasformato la ragazza in una farfalla. Facendola tornare donna la notte, Aengus la fece diventare sua amante fino a quando lo scoprì Fuamnach e la cacciò. Aengus uccise sua madre adottiva per il suo tradimento.
Nel Racconto dei Due Secchi una donna di Sidhe e figlia adottiva di Aengus si perde e si unisce al seguito di San Patrizio. La ragazza si converte al Cristianesimo ed Aengus non può farla tornare indietro. Quindi la lascia e la ragazza muore di dolore poche settimane dopo.
Nella Battaglia di Ventry Aengus aiutò a difendere gli uomini stanchi di Fionn mac Cumhail contro gli invasori Romani.
Aengus si innamorò di una ragazza vista in sogno. Per trovarla sua madre Boann girò l'Irlanda per un intero anno. Allora suo padre, il Dagda, fece lo stesso. Alla fine Bodb Dearg, re del Munster, la trovò dopo un anno.
Aengus andò al lago della Bocca del Drago e trovò 150 ragazze incatenate in coppia. Tra loro trovò la sua ragazza: Caer Ibormeith. Il Primo Novembre Caer e le altre ragazze si trasformavano in cigni per un anno. Ad Aengus fu detto che poteva sposare Caer se la identificava da cigno. Aengus ci riesce, si trasforma in un cigno e volarono via cantando belle melodie che fanno addormentare chi le ascolta per tre giorni e per tre notti.
Aengus era il padre adottivo e il tutore di Diarmuid Ua Duibhne dei Fianna. Soccorse Diarmuid e Gráinne da uno o due  luoghi angusti durante la loro caccia.
Aengus possedeva una spada detta Moralltach ("Grande Furia"), avuta da Manannan mac Lir. Diede la spada al figlio adottivo Diarmuid, assieme ad un'altra spada detta "Piccola Furia" e a due lance di grande potenza. Quando Diarmuid morì, Aengus portò il suo corpo a Brú e vi soffiava la vita ogni volta che voleva parlare con lui.
In altre leggende Aengus è in grado di ricongiungere corpi fatti a pezzi e di riportarli in vita.
Aengus è collegato col dio celtico Maponos e il suo equivalente gallese Mabon.

## Etimologia
L'antico irlandese Óengus è attestato nella Vita di San Columba di Adomnan come Oinogus(s)ius, mostrando di derivare dalla radice protoceltica *oino-, "uno" o *guss- "scelta".

## Omonimi
Aengus era anche un nome di persona popolare in Irlanda e Scozia, portato da una serie di personaggi storici e leggendari come:
- Aengus Olmucada, leggendario Re Supremo d'Irlanda del XV secolo a.C.
- Aengus Ollamh, leggendario Re Supremo d'Irlanda del V secolo a.C.
- Aengus Tuirmech Temrach, leggendario Re Supremo d'Irlanda del IV secolo a.C.
- Óengus mac Nad Froích, re del Munster (V secolo?)
- Óengus I re dei Pitti (m. 761)
- Aengus il Culdeo, santo irlandese (VIII secolo)
- Óengus II re dei Pitti (m. 834)
- Óengus di Moray, ultimo Mormaer di Moray (died 1130)
- Aonghas Óg, Lord delle Isole (Ebridi) (m. 1490)